# Leon Epp
Leon Epp (Vienna, 29 maggio 1905 – Eisenstadt, 21 dicembre 1968) è stato un attore e regista austriaco.

## Biografia
Epp esordì nel 1928, in Gefährdete Mädchen, un dramma muto austriaco, diretto da Hans-Otto Löwenstein. Dopo essersi esibito in numerosi teatri tedeschi, Epp fondò il teatro Die Insel (L'isola) nel 1937, che inaugurò con un'opera di Paul Claudel intitolata Il garante e proseguì con lavori di Aristofane, Carlo Goldoni. Fu un coraggioso tentativo di portare la ribalta austriaca a un alto e moderno livello artistico. Successivamente Epp diresse il Deutscher Volkstheater. Dal 1939 al 1941 Epp divenne cofondatore di una compagnia teatrale, Die Komödie (la Commedia), che però nel 1941 ebbe problemi finanziari.
Dopo la seconda guerra mondiale Epp ridiede vita all'iniziativa fondando il teatro Die Insel in der Komödie (L'isola nella commedia), che fu inaugurato il 18 ottobre 1945 con lo Zio Vanja di Anton Čechov, creando spettacoli di grande prestigio. Dal 1952 al 1968, Epp guidò il Vienna Volkstheater, sul cui palcoscenico rappresentò opere contemporanee come quelle di Albert Camus, Friedrich Dürrenmatt, Jean Cocteau, Tennessee Williams, William Faulkner, ma anche lavori classici, e dove alcune sue messinscena ebbero successo internazionale (ad esempio Le balcon di Jean Genet che trionfò al Teatro delle Nazioni di Parigi nel 1961). Si mise in evidenza anche per la messa in scena di opere di Jean-Paul Sartre e di Bertolt Brecht, così come per i classici di William Shakespeare, Johann Wolfgang von Goethe e Friedrich Schiller.